# جوشوا وارد هيبرت
جوشوا وارد هيبرت (بالإنجليزية: Joshua Ward-Hibbert)‏ مواليد 25 يناير 1994 في نوتنغهام، المملكة المتحدة، هو لاعب كرة مضرب بريطاني يلعب باليد اليمنى. أعلى تصنيف له في الفردي كان المركز الـ 679 في سنة 2013. أعلى تصنيف له في الزوجي كان المركز الـ 305 في سنة 2013.

## روابط خارجية
- جوشوا وارد هيبرت على موقع ريلجم (الإنجليزية)
- جوشوا وارد هيبرت على موقع رابطة محترفي التنس (الإنجليزية)
- جوشوا وارد هيبرت على موقع الاتحاد الدولي لكرة المضرب (الإنجليزية)
- جوشوا وارد هيبرت على موقع خلاصة التنس.كوم (الإنجليزية)
- جوشوا وارد هيبرت على موقع إي إس بي إن.كوم (الإنجليزية)